# Schimmenrijk
Het schimmenrijk, ook wel de onderwereld of de Hades, is de plek waar volgens de oude Grieken de doden verbleven na hun dood. Homerus noemt het ook het rijk van de nacht. Het schimmenrijk en de doden werden bestierd door de god Hades en zijn vrouw Persephone, de dochter van de vruchtbaarheidsgodin Demeter. Hades was de broer van oppergod Zeus en van Poseidon, de god van de zee. De drie broers hadden bij de moord op hun vader Kronos de wereld in drie koninkrijken verdeeld.
Het schimmenrijk lag volgens de mythen aan de andere zijde van de rivier de Styx. De doden werden door veerman Charon overgezet in zijn boot. Om de veerman zijn tol te kunnen betalen werd de doden een muntstuk (Obool) in de mond meegegeven. Doden die het ongeluk hadden geen muntstuk bij zich te hebben moesten voor eeuwig ronddolen aan de verkeerde kant van de dodenrivier. Zij vonden in de dood geen rust.
De onderwereld was geen begerenswaardige plek. In de Odyssee van Homerus vertelt de schim van de gevallen held Achilles aan zijn oude strijdmakker Odysseus als deze laatste in de Hades is afgedaald, dat het beter is een knecht op aarde te zijn dan een koning in het Schimmenrijk. 

Odyssea boek XI regel 488: 
Tracht mij de dood toch niet goed te praten, doorluchte Odysseus !
'k Zou nog liever een ander als boerenarbeider dienen,
Iemand, die zelf geen akkers bezit, die maar amper kan leven,
Dan over al de lijken der Doden regeren.
(Vertaling van Dr Aegidius W. Timmerman; UItgeverij Manteau Brussel, 1977)
Verschillende Griekse helden hebben de tocht naar de onderwereld gemaakt. Ook de zanger Orpheus daalde af in de Hades om zijn geliefde Euridice uit het dodenrijk te verlossen. Hij slaagde er echter niet in.
De schimmen van de doden laven zich aan bloed. Odysseus plengt het bloed van een offerdier bij de ingang van de Hades en dan komen de doden uit het schimmenrijk opzetten. 
De schim van Koning Minos spreekt recht over de doden.